# Final de la Copa Italia 2020-21
La Final de la Copa Italia 2020-21 fue la 74.ª edición de la definición del torneo. La Final se disputó el 19 de mayo de 2021.

## Finalistas
En negrita, las finales ganadas.
| Equipos  | Finales jugadas anteriormente | Finales jugadas anteriormente |
| -------- | ----------------------------- | --- |
| Juventus | 6 (13)                        | 1937-38, 1941-42, 1958-59, 1959-60, 1964-65, 1972-73, 1978-79, 1982-83, 1989-90, 1991-92, 1994-95, 2001-02, 2003-04, 2011-12, 2014-15, 2015-16, 2016-17, 2017-18 y 2019-20 |
| Atalanta | 4 (1)                         | 1962-63, 1986-87, 1995-96 y 2018-19 |

## Partido

### Ficha
| 95    | Guardameta     | Pierluigi Gollini    |     |
| 2     | Defensa        | Rafael Tolói         | 76' |
| 17    | Defensa        | Cristian Romero      |     |
| 6     | Defensa        | José Luis Palomino   |     |
| 33    | Defensa        | Hans Hateboer        | 76' |
| 8     | Defensa        | Robin Gosens         | 83' |
| 15    | Centrocampista | Marten De Roon       |     |
| 11    | Centrocampista | Remo Freuler         |     |
| 18    | Centrocampista | Ruslan Malinovskyi   | 68' |
| 32    | Centrocampista | Matteo Pessina       | 68' |
| 91    | Delantero      | Duván Zapata         |     |
| D. T. | D. T.          | Gian Piero Gasperini |     |

| 77    | Guardameta     | Gianluigi Buffon  |     |
| 16    | Defensa        | Juan Cuadrado     |     |
| 4     | Defensa        | Matthijs de Ligt  |     |
| 3     | Defensa        | Giorgio Chiellini |     |
| 13    | Defensa        | Danilo            |     |
| 30    | Centrocampista | Rodrigo Bentancur |     |
| 25    | Centrocampista | Adrien Rabiot     |     |
| 14    | Centrocampista | Weston McKennie   |     |
| 22    | Centrocampista | Federico Chiesa   | 74' |
| 7     | Delantero      | Cristiano Ronaldo |     |
| 44    | Delantero      | Dejan Kulusevski  | 83' |
| D. T. | D. T.          | Andrea Pirlo      |     |

| 9  | Delantero      | Luis Muriel       | 68' |
| 88 | Centrocampista | Mario Pašalić     | 68' |
| 72 | Delantero      | Josip Iličić      | 76' |
| 19 | Defensa        | Berat Djimsiti    | 76' |
| 59 | Centrocampista | Aleksei Miranchuk | 83' |

| 10 | Delantero | Paulo Dybala     | 74' |
| 19 | Defensa   | Leonardo Bonucci | 83' |

| 41' | Ruslan Malinovskyi | 1:1 |

| 31' · 73' | Dejan Kulusevski Federico Chiesa | 0:1 1:2 |

| 35' · 78' · 88' · 89' | Ruslan Malinovskyi Cristian Romero Marten De Roon Josip Iličić |

| 27' · 41' | Giorgio Chiellini Matthijs de Ligt |

| 88' | Rafael Tolói |

| Principal  | Davide Massa        |
| Asistentes | Matteo Passeri      |
|            | Alessandro Costanzo |
| Cuarto     | Marco Di Bello      |

| 95    | Guardameta     | Pierluigi Gollini    |     |
| 2     | Defensa        | Rafael Tolói         | 76' |
| 17    | Defensa        | Cristian Romero      |     |
| 6     | Defensa        | José Luis Palomino   |     |
| 33    | Defensa        | Hans Hateboer        | 76' |
| 8     | Defensa        | Robin Gosens         | 83' |
| 15    | Centrocampista | Marten De Roon       |     |
| 11    | Centrocampista | Remo Freuler         |     |
| 18    | Centrocampista | Ruslan Malinovskyi   | 68' |
| 32    | Centrocampista | Matteo Pessina       | 68' |
| 91    | Delantero      | Duván Zapata         |     |
| D. T. | D. T.          | Gian Piero Gasperini |     |

| 77    | Guardameta     | Gianluigi Buffon  |     |
| 16    | Defensa        | Juan Cuadrado     |     |
| 4     | Defensa        | Matthijs de Ligt  |     |
| 3     | Defensa        | Giorgio Chiellini |     |
| 13    | Defensa        | Danilo            |     |
| 30    | Centrocampista | Rodrigo Bentancur |     |
| 25    | Centrocampista | Adrien Rabiot     |     |
| 14    | Centrocampista | Weston McKennie   |     |
| 22    | Centrocampista | Federico Chiesa   | 74' |
| 7     | Delantero      | Cristiano Ronaldo |     |
| 44    | Delantero      | Dejan Kulusevski  | 83' |
| D. T. | D. T.          | Andrea Pirlo      |     |

| 9  | Delantero      | Luis Muriel       | 68' |
| 88 | Centrocampista | Mario Pašalić     | 68' |
| 72 | Delantero      | Josip Iličić      | 76' |
| 19 | Defensa        | Berat Djimsiti    | 76' |
| 59 | Centrocampista | Aleksei Miranchuk | 83' |

| 10 | Delantero | Paulo Dybala     | 74' |
| 19 | Defensa   | Leonardo Bonucci | 83' |

| 41' | Ruslan Malinovskyi | 1:1 |

| 31' · 73' | Dejan Kulusevski Federico Chiesa | 0:1 1:2 |

| 35' · 78' · 88' · 89' | Ruslan Malinovskyi Cristian Romero Marten De Roon Josip Iličić |

| 27' · 41' | Giorgio Chiellini Matthijs de Ligt |

| 88' | Rafael Tolói |

| Principal  | Davide Massa        |
| Asistentes | Matteo Passeri      |
|            | Alessandro Costanzo |
| Cuarto     | Marco Di Bello      |

| 95    | Guardameta     | Pierluigi Gollini    |     |
| 2     | Defensa        | Rafael Tolói         | 76' |
| 17    | Defensa        | Cristian Romero      |     |
| 6     | Defensa        | José Luis Palomino   |     |
| 33    | Defensa        | Hans Hateboer        | 76' |
| 8     | Defensa        | Robin Gosens         | 83' |
| 15    | Centrocampista | Marten De Roon       |     |
| 11    | Centrocampista | Remo Freuler         |     |
| 18    | Centrocampista | Ruslan Malinovskyi   | 68' |
| 32    | Centrocampista | Matteo Pessina       | 68' |
| 91    | Delantero      | Duván Zapata         |     |
| D. T. | D. T.          | Gian Piero Gasperini |     |

| 77    | Guardameta     | Gianluigi Buffon  |     |
| 16    | Defensa        | Juan Cuadrado     |     |
| 4     | Defensa        | Matthijs de Ligt  |     |
| 3     | Defensa        | Giorgio Chiellini |     |
| 13    | Defensa        | Danilo            |     |
| 30    | Centrocampista | Rodrigo Bentancur |     |
| 25    | Centrocampista | Adrien Rabiot     |     |
| 14    | Centrocampista | Weston McKennie   |     |
| 22    | Centrocampista | Federico Chiesa   | 74' |
| 7     | Delantero      | Cristiano Ronaldo |     |
| 44    | Delantero      | Dejan Kulusevski  | 83' |
| D. T. | D. T.          | Andrea Pirlo      |     |

| 9  | Delantero      | Luis Muriel       | 68' |
| 88 | Centrocampista | Mario Pašalić     | 68' |
| 72 | Delantero      | Josip Iličić      | 76' |
| 19 | Defensa        | Berat Djimsiti    | 76' |
| 59 | Centrocampista | Aleksei Miranchuk | 83' |

| 10 | Delantero | Paulo Dybala     | 74' |
| 19 | Defensa   | Leonardo Bonucci | 83' |

| 41' | Ruslan Malinovskyi | 1:1 |

| 31' · 73' | Dejan Kulusevski Federico Chiesa | 0:1 1:2 |

| 35' · 78' · 88' · 89' | Ruslan Malinovskyi Cristian Romero Marten De Roon Josip Iličić |

| 27' · 41' | Giorgio Chiellini Matthijs de Ligt |

| 88' | Rafael Tolói |

| Principal  | Davide Massa        |
| Asistentes | Matteo Passeri      |
|            | Alessandro Costanzo |
| Cuarto     | Marco Di Bello      |

| 95    | Guardameta     | Pierluigi Gollini    |     |
| 2     | Defensa        | Rafael Tolói         | 76' |
| 17    | Defensa        | Cristian Romero      |     |
| 6     | Defensa        | José Luis Palomino   |     |
| 33    | Defensa        | Hans Hateboer        | 76' |
| 8     | Defensa        | Robin Gosens         | 83' |
| 15    | Centrocampista | Marten De Roon       |     |
| 11    | Centrocampista | Remo Freuler         |     |
| 18    | Centrocampista | Ruslan Malinovskyi   | 68' |
| 32    | Centrocampista | Matteo Pessina       | 68' |
| 91    | Delantero      | Duván Zapata         |     |
| D. T. | D. T.          | Gian Piero Gasperini |     |

| 77    | Guardameta     | Gianluigi Buffon  |     |
| 16    | Defensa        | Juan Cuadrado     |     |
| 4     | Defensa        | Matthijs de Ligt  |     |
| 3     | Defensa        | Giorgio Chiellini |     |
| 13    | Defensa        | Danilo            |     |
| 30    | Centrocampista | Rodrigo Bentancur |     |
| 25    | Centrocampista | Adrien Rabiot     |     |
| 14    | Centrocampista | Weston McKennie   |     |
| 22    | Centrocampista | Federico Chiesa   | 74' |
| 7     | Delantero      | Cristiano Ronaldo |     |
| 44    | Delantero      | Dejan Kulusevski  | 83' |
| D. T. | D. T.          | Andrea Pirlo      |     |

| 9  | Delantero      | Luis Muriel       | 68' |
| 88 | Centrocampista | Mario Pašalić     | 68' |
| 72 | Delantero      | Josip Iličić      | 76' |
| 19 | Defensa        | Berat Djimsiti    | 76' |
| 59 | Centrocampista | Aleksei Miranchuk | 83' |

| 10 | Delantero | Paulo Dybala     | 74' |
| 19 | Defensa   | Leonardo Bonucci | 83' |

| 41' | Ruslan Malinovskyi | 1:1 |

| 31' · 73' | Dejan Kulusevski Federico Chiesa | 0:1 1:2 |

| 35' · 78' · 88' · 89' | Ruslan Malinovskyi Cristian Romero Marten De Roon Josip Iličić |

| 27' · 41' | Giorgio Chiellini Matthijs de Ligt |

| 88' | Rafael Tolói |

| Principal  | Davide Massa        |
| Asistentes | Matteo Passeri      |
|            | Alessandro Costanzo |
| Cuarto     | Marco Di Bello      |